# 102. pehotni polk (Avstro-Ogrska)
Za druge 102. polke glejte 102. polk.
102. pehotni polk (nemško Infanterie-Regiment Nr. 102) je bil pehotni polk avstro-ogrske skupne vojske.

## Poimenovanje
- Böhmisches Infanterie Regiment »Potiorek« Nr. 102
- Infanterie Regiment Nr. 102 (1915 - 1918)

## Zgodovina
Polk je bil ustanovljen leta 1883. 

### Prva svetovna vojna
Polkovna narodnostna sestava leta 1914 je bila sledeča: 91% Čehov in 9% drugih. Naborni okraj polka je bil v Benešovu, pri čemer so bile polkovne enote garnizirane sledeče: Praga (štab, III. in IV. bataljon), Mostar (I. bataljon) in Benešov (II. bataljon).
Med prvo svetovno vojno se je polk bojeval tudi na soški fronti. Med sedmo soško bitko je bil polk praktično razbit, zaradi česar je bil umaknjen iz fronte v zaledje. Nekaj polkovnih čet je sodelovalo v bojih med osmo soško bitko, ko so obranile položaje na vzhodnem pobočju Gorjupe kupe; za podvig je bil poveljnik nadporočnik Theodor Wandke prejel viteški križ reda Marije Terezije.
V sklopu t. i. Conradovih reform leta 1918 (od junija naprej) je bilo znižano število polkovnih bataljonov na 3.

## Organizacija
1918 (po reformi)
- 2. bataljon
- 3. bataljon
- 4. bataljon

## Poveljniki polka
- 1908: Josef Schneider von Manns-Au[8]
- 1914: Hugo Kronberger[1]